# Valoreille
Valoreille is een gemeente in het Franse departement Doubs (regio Bourgogne-Franche-Comté) en telt 105 inwoners (2009). De plaats maakt deel uit van het arrondissement Montbéliard.

## Geografie
De oppervlakte van Valoreille bedraagt 7,4 km², de bevolkingsdichtheid is dus 14,2 inwoners per km².
De onderstaande kaart toont de ligging van Valoreille met de belangrijkste infrastructuur en aangrenzende gemeenten.

## Demografie
Onderstaande figuur toont het verloop van het inwonertal (bron: INSEE-tellingen).